# Moldovan D1
La Moldovan D1 (D1), es la máxima competición de baloncesto de Moldavia. Cuenta con 8 equipos.

## Equipos 2012-2013
| Equipo                  | Ciudad    |
| ----------------------- | --------- |
| BC ASEM Chisinau        | Chisináu  |
| BC Donbasket Donduşeni  | Donduşeni |
| BC Fireball Bender      | Bender    |
| BC Gamma Cahul          | Cahul     |
| PGU-SDUSHOR-4 Tiraspol  | Tiraspol  |
| SK Politech Chisinau    | Chisináu  |
| SK Soroka-Basket Soroki | Soroki    |
| BC UASM Chisinau        | Chisináu  |

## Historial
| - 1994 BC Fireball Bender - 2001 BC Fireball Bender - 2006 BC UASM Chisinau - 2009 BC ASEM Chisinau - 2010 BC Gamma Cahul - 2011 BC UASM Chisinau - 2012 BC Donbasket Donduşeni |